# Alexis Soyer
Alexis Benoît Soyer (Meaux, 4 de febrero de 1810- Londres, 5 de agosto de 1858), conocido como Alexis Soyer, fue un cocinero y escritor de varios libros sobre este tema e inventor de equipos de cocina.

## Vida y obra
Inicialmente ingresó en el instituto culinario, pero fue expulsado cuando tenía 11 años por haber llamado a rebato indebidamente y entró después como aprendiz con su hermano que era cocinero en el restaurante Grignon. Con 17 años comenzó a trabajar en el Boulevard des Italiens, restaurante donde llegaría a ser jefe de cocina. A la edad de 21 años, se convirtió en el segundo cocinero del príncipe de Polignac en el Ministerio de Asuntos Exteriores.
Durante la Revolución de 1830 abandonó Francia y se trasladó a Londres donde se integró, al año siguiente, en la casa del duque de Cambridge. Trabajó posteriormente para numerosos aristócratas británicos como el duque de Sutherland, el marqués de Waterford, William Lloyd of Aston Hall y el marqués de Ailsa en Isleworth. En 1837 asumió el cargo de jefe de cocina en el Reform Club de Londres donde renovó las cocinas, aprovechando la ocasión para introducir numerosas innovaciones como un asador rotatorio movido a vapor, refrigeradores enfriados con agua helada circulante y hornos de temperatura regulable. Alcanzaron tal renombre las cocinas del Reform Club que se organizaban visitas guiadas por el propio Soyer vestido con su célebre uniforme: gorro de terciopelo rojo y ropas cortadas al bies. El 28 de junio de 1838 preparó un desayuno para 2.000 personas con motivo de la coronación de la reina Victoria.
Convertido en el cocinero más célebre de Londres, se consagró, tras la muerte de su mujer durante el parto, la pintora Emma Jones, en 1842, a las obras de caridad. Durante la gran hambruna irlandesa causada por la pérdida de las cosechas de patatas se trasladó en 1847 a Dublín para abrir una cocina que vendiese sopa y carne a precio reducido. Creó también en esta ocasión, un modelo de comedor popular y escribió el libro Soyer's Charitable Cookery (Cocina caritativa de Soyer) cuyos beneficios donó a diferentes organizaciones de caridad.
En 1849 presentó su «hornillo mágico» que facilitaba a la gente cocer sus alimentos sobre la mesa, una cafetera «mágica» y una máquina para cocer huevos. En mayo de 1850 dejó el Reform Club para abrir un restaurante francés en Kensington durante la Gran Exposición; la iniciativa resultó un fracaso. En este local se sirvieron por primera vez «cócteles» en Londres.

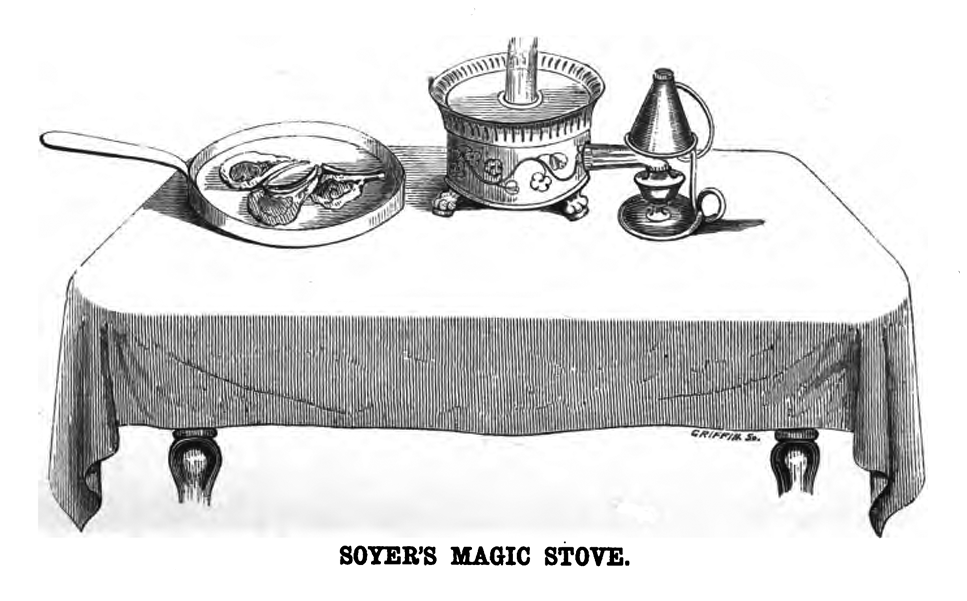
El «hornillo mágico» de Soyer.

Alexis Soyer escribió numerosas obras de cocina en inglés, como A Shilling Cookery for the People, en 1858, libro del que se vendieron 110.000 ejemplares en 4 meses, destinado a las personas que no podían permitirse utensilios de cocina refinados o grandes cantidades de ingredientes elaborados; algunas de sus recetas, como el Irish stew (estofado irlandés) están reconocidas internacionalmente y siguen elaborándose.
Durante la guerra de Crimea de 1855 se unió a las tropas, pagando sus propios gastos, como consejero en cocina militar. Reorganizó, junto a Florence Nightingale, el aprovisionamiento de los hospitales militares y comenzó a cocinar para la 4ª división de infantería, inventando su propia cocina de campaña y recomendando las galletas elaboradas con legumbres para prevenir el escorbuto. A su regreso a Londres, dio conferencias a las autoridades militares en marzo de 1858 sobre cocina militar. Las medidas adoptadas a partir de sus recomendaciones estuvieron vigentes en el ejército británico hasta 1935. También construyó una cocina modelo en los cuarteles de Wellington en Londres.
Murió mientras intentaba ayudar a Florence Nightingale a reformar la alimentación del ejército británico.
Es el creador de la sauce à la Reform y de las côtolettes de mouton à la Reform. También comercializó la sauce Soyer, el nectar Soyer, el Ozmazone y el Soyer's relish.

### Obras de Alexis Soyer
- Soyer, Alexis (1846). The Gastronomic Regenerator (en inglés). Londres. OCLC 316439952.
- Soyer, Alexis (1848). Soyer’s Charitable Cookery: or the Poor Man's Regenerator (en inglés). Londres. OCLC 503994259.
- Soyer, Alexis (1850). The Modern Housewife or menagere (en inglés). Londres: Simpkin, Marshall. OCLC 614596909.
- Soyer, Alexis (1853). The Pantropheon or A history of food and its preparation in ancient times (en inglés). Ticknor, Reed, and Fields.
- Soyer, Alexis (1855). A Shilling Cookery Book for the People (en inglés). Londres: George Routledg & Co. OCLC 2781677.
- Soyer, Alexis (1857). Soyer’s Culinary Campaign (en inglés). Londres: George Routledg & Co. OCLC 2850662.

### Obras sobre Alexis Soyer
- Morris, Helen (1938). Portrait of a Chef the Life of Alexis Soyer Sometime Chef to the Reform Club (en inglés). Cambridge: The University Press. OCLC 1526036.
- Arnold, Ann (2002). The Adventurous Chef: Alexis Soyer (en inglés). Nueva York: Francis Foster Books/Farrar Straus Giroux. ISBN 9780374316655.
- Brandon, Ruth (2004). The People’s Chef: Alexis Soyer, A Life in Seven Courses (en inglés). Chichester: John Wiley. ISBN 9780470869918.
- Cowen, Ruth (2007). Relish: The Extraordinary Life of Alexis Soyer, Victorian Celebrity Chef (en inglés). Londres: Phoenix. ISBN 9780753821961.